# Айнмиллер, Макс Эмануэль
Макс Эмануэль Айнмиллер (нем. Max Emanuel Ainmiller) — немецкий живописец-витражист.

## Биография
С 1828 года Айнмиллер служил инспектором вновь учрежденного института возобновления средневековой живописи по стеклу. Он овладел техникою приготовления цветных стёкол в таком совершенстве, что располагал 100—120 цветами и оттенками. Наиболее известные из его произведений: окна для Регенсбургского собора (1826—1833) и для церкви Богородицы в Ау, предместье Мюнхена (1833—1838), отличающиеся большою чистотою стиля и отчетливостью рисунка; окно для Исаакиевского собора в Санкт-Петербурге, вышиною в 9,5 м, свидетельствующее о техническом совершенстве Айнмиллера; великолепные окна, предназначенные королём Людвигом I для Кёльнского собора (1844—1848); окна в замке Вильгельма близ Штутгарта, расписанные великолепными цветами (1852); по окну для Регенсбургского и Аугсбургского соборов (1853); шесть окон для коллегии святого Петра в Кембридже (1854); окна в виде розетты для Базельского собора; два окна с фигурами святых Петра и Павла для Ватикана. Лучшим и наиболее широко задуманным произведением Айнмиллера считаются 40 окон для собора в Глазго, на которых написано более 100 картин библейского и исторического содержания, исполненных в 1864 году при помощи его сына Генриха. Замечательна также картина для здания парламента в Эдинбурге (1868), представляющая учреждение Коллегии справедливости (англ. College of justice) королём Яковом V в 1532 году. Айнмиллер умер 8 декабря 1870 года в Мюнхене. Похоронен на Старом южном кладбище в Мюнхене.